# Mistrzostwa świata juniorów w biegu na orientację
Mistrzostwa świata juniorów w biegu na orientację (ang. Junior World Orienteering Championships, JWOC) – rozgrywane są co roku od 1990 roku. Prawo startu w zawodach mają reprezentanci kadr narodowych, których wiek do 31 grudnia danego roku nie wynosi więcej niż 20 lat. Reprezentowane państwo musi być członkiem International Orienteering Federation (IOF).
Pierwotnie w czasie mistrzostw rozgrywane były dwie konkurencje: bieg indywidualny i bieg sztafetowy. W 1991 roku, podobnie jak na Mistrzostwach Świata w Biegu na Orientację do programu zawodów został dodany bieg na dystansie krótkim, który w 2004 roku zmienił się w dystans średni. Od 2006 roku w programie zawodów znajduje się także bieg sprinterski.
Aktualnie program mistrzostw świata zawiera następujące konkurencje:
- Sztafeta – złożona z 3 osób,
- Sprint – złożony z kwalifikacji oraz rundy finałowej,
- Średni dystans – złożony z kwalifikacji oraz rundy finałowej,
- Długi dystans.

## Gospodarze poszczególnych mistrzostw
| Rok  | Data                 | Państwo    | Miasto               |
| ---- | -------------------- | ---------- | -------------------- |
| 1990 | 7-12 lipca           | Szwecja    | Älvsbyn              |
| 1991 | 7-13 lipca           | Niemcy     | Berlin               |
| 1992 | 7-13 lipca           | Finlandia  | Jyväskylä            |
| 1993 | 6-11 czerwca         | Włochy     | Castelrotto          |
| 1994 | 8-12 lipca           | Polska     | Gdynia               |
| 1995 | 9-12 lipca           | Dania      | Horsens              |
| 1996 | 8-14 sierpnia        | Rumunia    | Băile Govora         |
| 1997 | 8-13 lipca           | Belgia     | Leopoldsburg         |
| 1998 | 13-18 lipca          | Francja    | Reims                |
| 1999 | 5-11 lipca           | Białoruś   | Warna                |
| 2000 | 9-15 lipca           | Czechy     | Nové Město na Moravě |
| 2001 | 10-15 lipca          | Węgry      | Miszkolc             |
| 2002 | 7-14 lipca           | Hiszpania  | Alicante             |
| 2003 | 7-12 lipca           | Estonia    | Põlva                |
| 2004 | 4-11 lipca           | Polska     | Gdańsk               |
| 2005 | 11-16 lipca          | Szwajcaria | Tenero               |
| 2006 | 2-7 lipca            | Litwa      | Druskieniki          |
| 2007 | 7-15 lipca           | Australia  | Dubbo                |
| 2008 | 30 czerwca - 6 lipca | Szwecja    | Göteborg             |
| 2009 | 5-12 lipca           | Włochy     | Primiero             |
| 2010 | 4-11 lipca           | Dania      | Aalborg              |
| 2011 | 1-9 lipca            | Polska     | Wejherowo            |
| 2012 | 6-14 lipca           | Słowacja   | Koszyce              |
| 2013 | 29 czerwca - 6 lipca | Czechy     | Hradec Králové       |
| 2014 | 22–27 lipca          | Bułgaria   | Borowec              |
| 2015 | 4–10 lipca           | Norwegia   | Rauland              |
| 2016 | 10–18 lipca          | Szwajcaria | Engadyna             |

## Wyniki

### Długi/klasyczny dystans
Od 1990 do 2003 roku konkurencja nosiła nazwę klasyczny dystans, od 2004 roku nosi nazwę długi dystans.

#### Kobiety
| Rok  | 1 miejsce            | 2 miejsce                  | 3 miejsce           | Parametry trasy (długość, przewyższenie, liczba punktów kontrolnych) |
| ---- | -------------------- | -------------------------- | ------------------- | -------------------------------------------------------------------- |
| 1990 | Torunn Fossli        | Marlena Jansson            | Mari Lukkarinen     | 7590 m, -, -                                                         |
| 1991 | Mari Lukkarinen      | Marcela Kubatková          | Katarina Allberg    | 9000 m, 120 m, 21                                                    |
| 1992 | Barbara Bączek       | Johanna Tiira              | Hanne Staff         | 6090 m, 175 m, 12                                                    |
| 1993 | Liisa Anttila        | Tenna Nörgaard             | Hana Doležalová     | 7300 m, 340 m, 18                                                    |
| 1994 | Christina Gröndahl   | Pia Olsson                 | Ewa Kozłowska       | 7300 m, 245 m, 14                                                    |
| 1995 | Christina Grøndahl   | Lenka Čechová              | Kateřina Mikšová    | 7800 m, 325 m, 13                                                    |
| 1996 | Eniko Fey            | Kateřina Pracná            | Karin Schmalfeld    | 7150 m, 225 m, 18                                                    |
| 1997 | Simone Luder         | Hanna Heiskanen            | Regula Hulliger     | 7820 m, -, 17                                                        |
| 1998 | Hanna Heiskanen      | Tatiana Pierielajewa       | Eva Juřeníková      | -, -, -                                                              |
| 1999 | Regula Hulliger      | Tatiana Pierielajewa       | Katalin Hecz        | 7200 m, 300 m, 15                                                    |
| 2000 | Tatiana Pierielajewa | Marianne Riddervold        | Natalija Potopalska | 7100 m, 280 m, 20                                                    |
| 2001 | Dana Brožková        | Pinja Satri                | Daria Smolik        | 7470 m, 305 m, 16                                                    |
| 2002 | Tiina Kivimäki       | Michaela Przyczková        | Minna Kauppi        | 7000 m, 160 m, 13                                                    |
| 2003 | Martina Dočkalová    | Anni-Maija Fincke          | Helena Jansson      | 7900 m, 280 m, 16                                                    |
| 2004 | Silja Tarvonen       | Veline Stalder             | Alison O'Neil       | 8100 m, 340 m, 17                                                    |
| 2005 | Mari Fasting         | Elise Egseth               | Paula Iso-Markku    | 6600 m, 340 m, 18                                                    |
| 2006 | Hanny Allston        | Betty Ann Bjerkreim Nilsen | Elin A Skantze      | 8800 m, 240 m, 16                                                    |
| 2007 | Siri Ulvestad        | Kine Hallan Steiwer        | Heini Saarimaki     | 7200 m, 300 m, 16                                                    |
| 2008 | Jenny Lönnkvist      | Beata Falk                 | Siri Ulvestad       | 6700 m, 215 m, 15                                                    |
| 2009 | Ida Bobach           | Jenny Lönnkvist            | Marika Teini        | 5700 m, 275 m, 18                                                    |
| 2010 | Ida Bobach           | Therese Klintberg          | Sari Anttonen       | 7300 m, 160 m, 22                                                    |
| 2011 | Ida Bobach           | Emma Klingenberg           | Tove Alexandersson  | 7680 m, 285 m, 20                                                    |

#### Mężczyźni
| Rok  | 1 miejsce        | 2 miejsce           | 3 miejsce         | Parametry trasy (długość, przewyższenie, liczba punktów kontrolnych) |
| ---- | ---------------- | ------------------- | ----------------- | -------------------------------------------------------------------- |
| 1990 | Mikael Boström   | Jimmy Birklin       | Sören Nymalm      | 10725 m, -, -                                                        |
| 1991 | Ivars Zakars     | Tomáš Doležal       | Mikko Lepo        | 13300 m, 180 m, 28                                                   |
| 1992 | Johan Näsman     | Chris Terkelsen     | Fredrik Löwegren  | 9870 m, 245 m, 17                                                    |
| 1993 | Odin Tellesbo    | Torren Norgaard     | Tommi Tölkkö      | 10800 m, 430 m, 27                                                   |
| 1994 | Robert Banach    | Janusz Gliszczyński | Tommi Tölkkö      | 10800 m, 465 m, 21                                                   |
| 1995 | Gábor Domonyik   | Michaił Mamlejew    | Jani Lakanen      | 11500 m, 505 m, 21                                                   |
| 1996 | Maricel Olaru    | Anders Axenborg     | Jani Lakanen      | 11400 m, 440 m, 23                                                   |
| 1997 | Johan Modig      | Vladimír Lučan      | Marián Dávidík    | 11920 m, -, 22                                                       |
| 1998 | Håkan Peterson   | Thierry Gueorgiou   | Jørgen Rostrup    | -, -, -                                                              |
| 1999 | Andriej Chramow  | Mikko Heikelä       | Troy de Haas      | 11700 m, 430 m, 21                                                   |
| 2000 | Jiří Kazda       | Pasi Ikonen         | Jaromír Švihovský | 10400 m, 430 m, 24                                                   |
| 2001 | Andriej Chramow  | Mårten Boström      | Michal Smola      | 10640 m, 420 m, 25                                                   |
| 2002 | Daniel Hubmann   | Wojciech Kowalski   | Aleksiej Bortnik  | 10000 m, 300 m, 18                                                   |
| 2003 | Dmitrij Cwietkow | Matthias Merz       | Daniel Hubmann    | 11900 m, 430 m, 19                                                   |
| 2004 | Matthias Merz    | Martin Johansson    | Simonas Krėpšta   | 11500 m, 480 m, 21                                                   |
| 2005 | Olav Lundanes    | Andreas Rüedlinger  | Philippe Adamski  | 9500 m, 480 m, 25                                                    |
| 2006 | Anders Skarholt  | Olav Lundanes       | Markus Puusepp    | 12600 m, 300 m, 22                                                   |
| 2007 | Olav Lundanes    | Magne Dæhli         | Christian Bobach  | 11100 m, 495 m, 27                                                   |
| 2008 | Johan Runesson   | Timo Sild           | Matthias Kyburz   | 10200 m, 400 m, 21                                                   |
| 2009 | Gustav Bergman   | Søren Bobach        | Martin Hubmann    | 9500 m, 440 m, 29                                                    |
| 2010 | Pavel Kubát      | Johan Runesson      | Matthias Kyburz   | 11300 m, 320 m, 31                                                   |
| 2011 | Yngve Skogstad   | Robert Merl         | Lucas Basset      | 11070 m, 410, 23                                                     |

### Średni/krótki dystans
Od 1990 do 2003 roku konkurencja nosiła nazwę krótki dystans, od 2004 roku nosi nazwę średni dystans.

#### Kobiety
| Rok  | 1 miejsce                  | 2 miejsce          | 3 miejsce            | Parametry trasy (długość, przewyższenie, liczba punktów kontrolnych) |
| ---- | -------------------------- | ------------------ | -------------------- | -------------------------------------------------------------------- |
| 1991 | Kristin Liebich            | Johanna Tiira      | Karolina Arewång     | 4430 m, 40 m, 11                                                     |
| 1992 | Barbara Bączek             | Riitta Korpela     | Elisabeth Ingvaldsen | 2800 m, 115 m, 8                                                     |
| 1993 | Tenna Norgaard             | Satu Mäkitammi     | Liisa Anttila        | 3350 m, 135 m, 12                                                    |
| 1994 | Synne Lea                  | Pia Olsson         | Terhi Hyttinen       | 3900 m, 50 m, 9                                                      |
| 1995 | Christina Grøndahl         | Karin Schmalfeld   | Iva Navrátilová      | 3520 m, 125 m, 10                                                    |
| 1996 | Eniko Fey                  | Annika Bjork       | Julia Morozowa       | 3790 m, 185 m, 9                                                     |
| 1997 | Hanna Heiskanen            | Kateřina Mikšová   | Heli Jukkola         | 4200 m, -, 14                                                        |
| 1998 | Tatiana Pierielajewa       | Astrid Fritschi    | Hanna Heiskanen      | -, -, -                                                              |
| 1999 | Regula Hulliger            | Salla Sukki        | Johanna Seppinen     | 3950 m, 100 m, 14                                                    |
| 2000 | Camilla Berglund           | Maria Bergkvist    | Minna Kauppi         | 3770 m, 60 m, 13                                                     |
| 2001 | Minna Kauppi               | Ieva Sargautytė    | Kajsa Nilsson        | 3903m, 125 m, 11                                                     |
| 2002 | Minna Kauppi               | Indrė Valaitė      | Martina Fritschy     | 3800 m, 55 m, 13                                                     |
| 2003 | Laura Hokka                | Signe Soes         | Eveli Saue           | 3700 m, 140 m, 12                                                    |
| 2004 | Helen Jansson              | Radka Brožková     | Anni-Maija Fincke    | 4130 m, 485 m, 12                                                    |
| 2005 | Anna Persson               | Heini Wennman      | Hanny Allston        | 3000 m, 110 m, 14                                                    |
| 2006 | Betty Ann Bjerkreim Nilsen | Ulrika Uotila      | Signe Klinting       | 3600 m, 115 m, 14                                                    |
| 2007 | Jenny Lönnkvist            | Ida Marie Bjørgul  | Tatiana Miendiel     | 3600 m, 85 m, 21                                                     |
| 2008 | Venla Niemi                | Beata Falk         | Karine D'Harreville  | 3000 m, 145 m, 12                                                    |
| 2009 | Tove Alexandersson         | Britt Ingunn Nydal | Ida Bobach           | 3100 m, 140 m, 15                                                    |
| 2010 | Tove Alexandersson         | Lilian Forsgren    | Sarina Jenzer        | 3900 m, 100 m, 21                                                    |
| 2011 | Ida Bobach                 | Tove Alexandersson | Emma Klingenberg     | 3460 m, 140 m, 14                                                    |
| 2012 | Tove Alexandersson         | Frida Sandberg     | Sandrine Mueller     | 3600 m, 165 m, 17                                                    |
| 2013 | Miri Thrane Ödum           | Lisa Risby         | Mathilde Rundhaug    | 3000 m, 110 m, 14                                                    |
| 2014 | Sina Tommer Sara Hagstrom  |                    | Andrea Svensson      | 3100 m, 130 m, 15                                                    |
| 2015 | Anine Ahlsand              | Johanna Oberg      | Sandrine Mueller     | 3600 m, 110 m, 18                                                    |
| 2016 | Simona Aebersold           | Aleksandra Hornik  | Johanna Oberg        | 3100 m, 190 m, 17                                                    |

#### Mężczyźni
| Rok  | 1 miejsce                                     | 2 miejsce            | 3 miejsce            | Parametry trasy (długość, przewyższenie, liczba punktów kontrolnych) |
| ---- | --------------------------------------------- | -------------------- | -------------------- | -------------------------------------------------------------------- |
| 1991 | Janusz Porzycz                                | Mikko Lepo           | Stefan Sandahl       | 6020 m, 50 m, 14                                                     |
| 1992 | Mikko Lepo                                    | Bernt Björnsgaard    | Joakim Carlsson      | 3600 m, 145 m, 10                                                    |
| 1993 | Václav Zakouřil                               | Bernt Björnsgaard    | Mikko Lepo           | 3600 m, 160 m, 12                                                    |
| 1994 | Jon Engkvist                                  | Holger Hott Johansen | Tommi Tölkkö         | 5200 m, 55 m, 12                                                     |
| 1995 | Gábor Domonyik                                | Tomáš Zakouřil       | Michaił Mamlejew     | 4675 m, 165 m, 11                                                    |
| 1996 | Gábor Domonyik                                | Johan Modig          | Horațiu Grecu        | 4715 m, 220 m, 12                                                    |
| 1997 | Jørgen Rostrup                                | Per Öberg            | Rikard Gunnarsson    | 5000 m, -, 18                                                        |
| 1998 | Jørgen Rostrup                                | Rikard Gunnarsson    | Håkan Peterson       | -, -, -                                                              |
| 1999 | Jonne Lakanen                                 | Siergiej Dietkow     | Thierry Gueorgiou    | 4800 m, 130 m, 14                                                    |
| 2000 | Michal Smola                                  | Zbyněk Hora          | Jaromír Švihovský    | 4500 m, 90 m, 15                                                     |
| 2001 | Marius Bjugan                                 | Jan Troeng           | Michal Smola         | 4808m, 135 m, 13                                                     |
| 2002 | Erik Andersson                                | Tuomas Tervo         | Jörgen Wickholm      | 4650 m, 80 m, 14                                                     |
| 2003 | Matthias Merz                                 | Tuomas Tervo         | Aleksiej Bortnik     | 3600 m, 140 m, 11                                                    |
| 2004 | Audun Bjerkreim Nilsen                        | Matthias Merz        | Simonas Krėpšta      | 4610 m, 230 m, 14                                                    |
| 2005 | Fabian Hertner                                | Philippe Adamski     | Hannu Airila         | 3500 m, 120 m, 17                                                    |
| 2006 | Jan Beneš Søren Bobach                        |                      | Olav Lundanes        | 4400 m, 135 m, 17                                                    |
| 2007 | Olav Lundanes                                 | Petter Eriksson      | Martin Hubmann       | 4500 m, 115 m, 22                                                    |
| 2008 | Johan Runesson                                | Ulf Forseth Indgaard | Sören Bobach         | 4100 m, 230 m, 16                                                    |
| 2009 | Olli-Markus Taivainen                         | Philipp Sauter       | Ulf Forseth Indgaard | 4100 m, 190 m, 19                                                    |
| 2010 | Gaute Hallan Steiwer                          | Jonas Leandersson    | Olle Boström         | 4700 m, 115 m, 23                                                    |
| 2011 | Robert Merl Dmitry Nakonechnyy Topias Tiainen |                      |                      | 4220 m, 205 m, 17                                                    |

### Sprint
Konkurencja sprint rozgrywana jest od 2006 roku.

#### Kobiety
| Rok  | 1 miejsce                | 2 miejsce                 | 3 miejsce       | Parametry trasy (długość, przewyższenie, liczba punktów kontrolnych) |
| ---- | ------------------------ | ------------------------- | --------------- | -------------------------------------------------------------------- |
| 2006 | Ingunn Weltzien Hultgren | Hanny Allston             | Eva Svensson    | 2500 m, 16m, 13                                                      |
| 2007 | Eva Svensson             | Šárka Svobodná            | Maja Alm        | 2700 m, 15 m, 17                                                     |
| 2008 | Emma Klingenberg         | Silje Ekroll Jahren       | Jenny Lönnkvist | 2560 m, 40 m, 13                                                     |
| 2009 | Jenny Lönnkvist          | Ida Bobach Tereza Novotná |                 | 2500 m, 85 m, 21                                                     |
| 2010 | Ida Bobach               | Hanna Wiśniewska          | Monika Gajda    | 2325 m, 30 m, 18                                                     |
| 2011 | Ida Bobach               | Emma Klingenberg          | Tereza Novotná  | 2470 m, 30 m, 22                                                     |

#### Mężczyźni
| Rok  | 1 miejsce            | 2 miejsce       | 3 miejsce        | Parametry trasy (długość, przewyższenie, liczba punktów kontrolnych) |
| ---- | -------------------- | --------------- | ---------------- | -------------------------------------------------------------------- |
| 2006 | Mikael Kristensson   | Patrik Karisson | Rusłan Hłebow    | 3200 m, 15 m, 17                                                     |
| 2007 | Vojtěch Král         | Olav Lundanes   | Iwan Sirakow     | 3250 m, 25 m, 18                                                     |
| 2008 | Štěpán Kodeda        | Johan Runesson  | Sören Bobach     | 2810 m, 50 m, 16                                                     |
| 2009 | Matthias Kyburz      | Miloš Nykodým   | Martin Hubmann   | 3100 m, 90 m, 24                                                     |
| 2010 | Rasmus Thrane Hansen | Kristian Jones  | Vegard Danielsen | 2675 m, 30 m, 21                                                     |
| 2011 | Lucas Basset         | Andreu Blanes   | Florian Howald   | 2910 m, 35 m, 23                                                     |

### Sztafety

#### Kobiety
| Rok  | 1 miejsce                                                 | 2 miejsce                                                  | 3 miejsce                                                    | Parametry tras (długość, przewyższenie, liczba punktów kontrolnych) |
| ---- | --------------------------------------------------------- | ---------------------------------------------------------- | ------------------------------------------------------------ | ------------------------------------------------------------------- |
| 1990 | Hanne Staff Torunn Fossli-Saethre Hanne Sandstad          | Gunilla Svärd Karin Wollbrand Marlena Jansson              | Tuija Tammerin Eija Kuajnsuu Mari Lukkarinen                 | -, -, -                                                             |
| 1991 | Johanna Tiira Sana Turakainen Mari Lukkarinen             | Kathrin Renger Kristin Libich Anke Xylander                | Hanne Staff Miri Jörgensen Berit-Sofie Grydeland             | -, -, -                                                             |
| 1992 | Lena Hasselström Maria Sandström Hanna Larsson            | Riita Korpela Sanna Turakainen Johanna Tiira               | Hanne Staff Miri Jörgensen Elisabeth Ingvaldsen              | -, -, -                                                             |
| 1993 | Birgitte Grüninger Käthi Widler Marie-Luce Romanens       | Satu Mäkitammi Katja Honkala Liisa Anttila                 | Birgitte N. Husebye Miri Jorgensen Elisabeth Ingvaldsen      | -, -, -                                                             |
| 1994 | Pia Olsson Kristina Kull Annika Björk                     | Satu Makitammi Huhta Anu Heikkila                          | Małgorzata Stankiewicz Aneta Jabłońska Ewa Kozłowska         | -, -, -                                                             |
| 1995 | Kateřina Mikšová Kateřina Pracná Eva Juřeníková           | Maria Dahlin Kristin Backakers Annika Björk                | Susi Widler Susanne Wehrli Sara Wegmüller                    | -, -, -                                                             |
| 1996 | Enikő Gall Zsuzsa Fey Enikő Fey                           | Simone Luder Regula Hulliger Sara Wegmüller                | Julia Morozowa Olga Tieriechowa Tatiana Pierielajewa         | -, -, -                                                             |
| 1997 | Emma Engstrand Jenny Johansson Catarina Asp               | Zuzana Macúchová Vendula Klechová Michaela Skoumalová      | Sara Wegmüller Regula Hulliger Simone Luder                  | -, -, -                                                             |
| 1998 | Heli Jukkola Riina Kuuselo Hanna Heiskanen                | Tatiana Kostylewa Galina Gałkina Tatiana Pierielajewa      | Astrid Fritschi Simone Luder Regula Hulliger                 | -, -, -                                                             |
| 1999 | Tatiana Kostilewa Jewgienija Biełowa Tatiana Pierielajewa | Iryna Kuprijanowa Wiktorija Płochenko Natalija Potopalska  | Angela Wild Astrid Fritschi Regula Hulliger                  | -, -, -                                                             |
| 2000 | Julia Siedina Jewgienija Biełowa Tatiana Pierielajewa     | Maria Bergkvist Kajsa Guterstam Camilla Berglund           | Sara Forsström Maria Rantala Minna Kauppi                    | 4600–4700 m, 150 m, 17                                              |
| 2001 | Anna Lampinen Kajsa Guterstam Maria Berqkvist             | Dana Brožková Iva Rufferová Martina Dočkalová              | Pinja Satri Bodil Holmström Minna Kauppi                     | -, -, -                                                             |
| 2002 | Franziska Wolleb Martina Fritschy Lea Müller              | Tiina Kivimäki Pinja Satri Minna Kauppi                    | Helena Jansson Lina Persson Anna Lampinen                    | -, -, -                                                             |
| 2003 | Annamaria Väli-Klemelä Heini Wennman Silja Tarvonen       | Anna Lampinen Sofia Karlsson Helena Jansson                | Marte Grande Ostby Betty Ann Bjerkreim Nilsen Line Hagman    | 5500 m, 135 m, 15                                                   |
| 2004 | Elina Skantze Anna Persson Helen Jansson                  | Anni-Maija Fincke Heini Wennman Heini Tarvonen             | Elise Egseth Betty Ann Bjerkreim Nilsen Jorid Flatekval      | 4900–5100 m, 185–200 m, 13                                          |
| 2005 | Elise Egseth Mari Fasting Betty Ann Bjerkreim Nilsen      | Elin A-Skantze Helena Jansson Anna Persson                 | Saila Kinni Paula Iso-Markku Silja Tarvonen                  | 5200 m, 220 m, 18                                                   |
| 2006 | Jekatierina Tieriechowa Tatiana Kozłowa Marija Szyłowa    | Linnea Lindström Anna Persson Eva Svensson                 | Sofia Haajanen Saila Kinni Heini Wennman                     | 6400–6900 m, 120–140 m, 15                                          |
| 2007 | Kine Hallan Steiwer Silje Jahren Siri Ulvestad            | Eva Svensson Sara Eskilsson Jenny Lönnkvist                | Sara Würmli Judith Wyder Sabine Hauswirth                    | 4400–4600 m, 200–225 m, 13-14                                       |
| 2008 | Beata Falk Lina Strand Jenny Lönnkvist                    | Ida Bobach Signe Klinting Maja Alm                         | Anette Baklid Kine Hallan Steiwer Mariann Ulvestad           | 5600–5700 m, 145 m, 13-14                                           |
| 2009 | Fiona Kirk Sophie Tritschler Julia Gross                  | Britt Ingunn Nydal Elen Katrine Skjerve Mari Jevne Arnesen | Emma Klingenberg Ida Bobach Signe Klinting                   | 4500 m, 210 m, 18                                                   |
| 2010 | Emma Klingenberg Ida Bobach Signe Klinting                | Denisa Kosová Jana Knapová Tereza Novotná                  | Natalja Winogradowa Anastasija Tichonowa Anastasija Trubkina | 3160–5390 m, 180–260 m, 12-18                                       |
| 2011 | Helena Karlsson Linea Martinsson Tove Alexandersson       | Adéla Indráková Denisa Kosová Tereza Novotná               | Ita Klingenberg Emma Klingenberg Ida Bobach                  | 5100–5700 m, 70–115 m, 11-14                                        |

#### Mężczyźni
| Rok  | 1 miejsce                                              | 2 miejsce                                             | 3 miejsce                                                       | Parametry tras (długość, przewyższenie, liczba punktów kontrolnych) |
| ---- | ------------------------------------------------------ | ----------------------------------------------------- | --------------------------------------------------------------- | ------------------------------------------------------------------- |
| 1990 | Mikael Boström Sören Nymalm Kimmo Liljeström           | Mikael Palmberg Klas Karlsson Jimmy Birklin           | Tore Sandvik Espen Bergström Harald Bakke                       | -, -, -                                                             |
| 1991 | Fredrik Löwegren Magnus Palmberg Andreas Nilsson       | Girts Vegeris Janis Ozolins Ivars Zagars              | Aleš Drahoňovský Tomáš Doležal Libor Zřídkaveselý               | -, -, -                                                             |
| 1992 | Aarto Hirvi Marko Pitkanen Mikko Lepo                  | Knut Aalde Stein Kongstad Thormod Berg                | Anders Akerman Johan Nasman Fredrik Löwegren                    | -, -, -                                                             |
| 1993 | Simo Martomaa Tommi Tölkkö Mikko Lepo                  | Holger Hott Johansen Bernt Bjornsgaard Odin Tellesbo  | Robert Banach Dariusz Mikusińki Janusz Porzycz                  | -, -, -                                                             |
| 1994 | Murasow Michaił Mamlejew Walentin Nowikow              | Jarkko Huovila Torpo Simo Martomaa                    | Tamás Kronvald Ferenc Lévai Gábor Domonyik                      | -, -, -                                                             |
| 1995 | Jesper Damgaard Mads Ingvardsen Troels Nielsen         | Kolos Vajda Lajos Sárecz Gábor Domonyik               | Ville Repo Jarkko Huovila Miika Hernelahti                      | -, -, -                                                             |
| 1996 | Michal Horáček Vladimír Lučan Luboš Matějů             | František Libant Maroš Bukovác Marián Dávidík         | Urs Müller Donatus Schnyder Adrian Klauser                      | -, -, -                                                             |
| 1997 | Jonas Pilblad Johan Modig Per Oberg                    | Lukáš Přinda Michal Horáček Vladimír Lučan            | František Libant Igor Patráš Marián Dávidík                     | -, -, -                                                             |
| 1998 | Rikard Gunnarsson Mats Troeng H˚kan Peterson           | Pasi Ikonen Samuli Salmenoja Jonne Lakanen            | Thierry Gueorgiou J-Baptiste Bourrin Francois Gonon             | -, -, -                                                             |
| 1999 | Pasi Ikonen Jonne Lakanen Miko Heikelä                 | Benoit Peyvel Thierry Gueorgiou Francois Gonon        | Beat Studer Christian Ott Felix Bentz                           | -, -, -                                                             |
| 2000 | Jiří Kazda Jaromír Švihovský Michal Smola              | Erik Öhlund David Andersson Peter Öberg               | Timo Saarinen Markus Lindeqvist Pasi Ikonen                     | 7300–7500 m, 220 m, 20                                              |
| 2001 | Jan Mrázek Jaromír Vlach Michal Smola                  | Maciej Grabowski Wojciech Kowalski Wojciech Dwojak    | David Andresson Erik Andersson Jan Troeng                       | -, -, -                                                             |
| 2002 | Matthias Merz Daniel Hubmann Lukas Ebneter             | Tuomas Tervo Juha-Matti Huhtanen Jörgen Wickholm      | Anders Holmberg Johan Höij Erik Andersson                       | -, -, -                                                             |
| 2003 | Dmitrij Cwietkow Dmitrij Jekatierinin Aleksiej Bortnik | Kristian Dalby Lars Skjeset Audun Weltzen             | Hannes Friederich Matthias Merz Daniel Hubmann                  | 7900 m, 190 m, 15                                                   |
| 2004 | Lindahl Johan Millinger Mattias Johansson Martin       | Jan Palas Jan Šedivý Jan Procházka                    | Ruedlinger Andreas Hertner Fabian Merz Matthias                 | 7300–7500 m, 310–325 m, 17                                          |
| 2005 | Oystein Sorensen Magne Dahli Olav Lundanes             | Adam Chromý Jan Beneš Jan Palas                       | John Fredriksson Erik Rost Mikael Kristensson                   | 7200 m, 320 m, 14                                                   |
| 2006 | Mihkel Jarveoja Timo Sild Markus Puusepp               | Fredrik Johansson John Fredriksson Mikae Kristenssonl | Anders Skarholt Erik Sagvolden Olav Lundanes                    | 9500–10200 m, 140–165 m, 24-25                                      |
| 2007 | Štěpán Kodeda Jan Beneš Adam Chromý                    | Torgeir Nørbech Magne Dæhli Olav Lundanes             | Mikus Zagata Kalvis Mihailovs Anatolijs Tarasovs                | 7000–7100 m, 295–335 m, 18                                          |
| 2008 | Erik Liljekvist Olle Boström Johan Runesson            | Jurij Kirianow Gieorgij Mawczun Dmitrij Masnyj        | Ulf Forseth Indgaard Bjørn Danielsen Ekeberg Erik Sagvolden     | 7800–7900 m, 270 m, 19                                              |
| 2009 | Olle Boström Albin Ridefelt Gustav Bergman             | Philipp Sauter Matthias Kyburz Martin Hubmann         | Marius Thrane Ødum Rasmus Thrane Hansen Søren Bobach            | 6400 m, 285 m, 27                                                   |
| 2010 | Gaute Hallan Steiwer Eskil Kinneberg Vegard Danielsen  | Olle Boström Gustav Bergman Johan Runesson            | Andreas Hougaard Boesen Marius Thrane Ødum Rasmus Thrane Hansen | 5440–7550 m, 265–355 m, 18-24                                       |
| 2011 | Piotr Parfianowicz Rafał Podziński Michał Olejnik      | Jonas Nordstrom Richard Olsson Albin Ridefelt         | Michal Hubáček Marek Schuster Pavel Kubát                       | 5400–7900 m, 110–215 m, 13-22                                       |